# Brittiska samväldesspelen 1974
Brittiska samväldesspelen 1974 anordnades i Christchurch i Nya Zeeland mellan den 24 januari och 2 februari 1974.
Christchurch utsågs till värdstad vid Commonwealth Games Federations möte under samväldesspelen i Edinburgh 1970, Christchurch valdes med 36 röster mot konkurrerande Melbournes två röster.

## Sporter
Vid brittiska samväldesspelen 1974 tävlades det i 121 grenar i tio sporter.
| Badminton Bowls Boxning Brottning Cykelsport Friidrott | Simsport Simhopp Simning Skytte Tyngdlyftning |

## Medaljfördelning

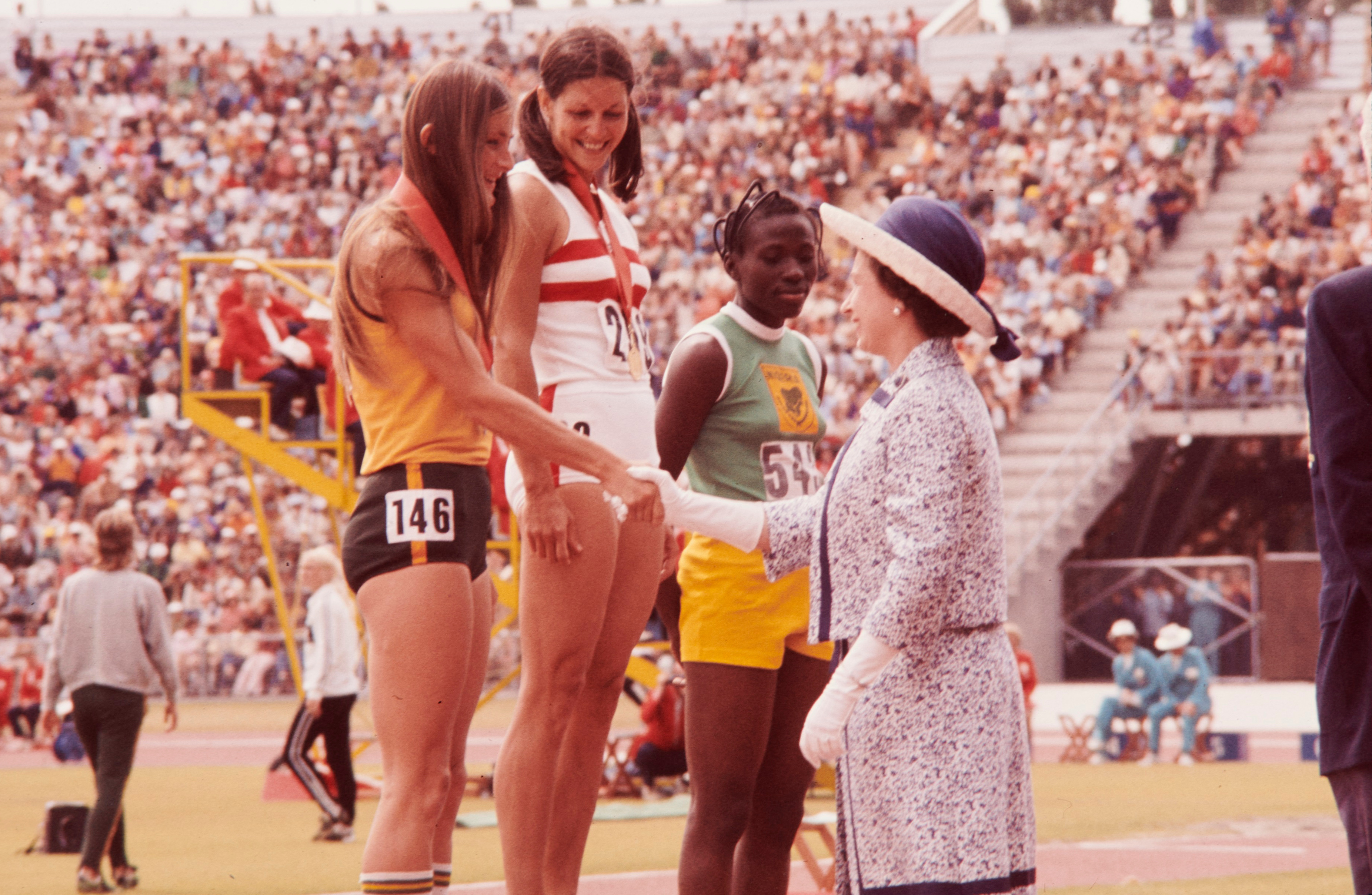
Elizabeth II gratulerar medaljörerna på 100 meter häck.

Totalt delades 374 medaljer ut (121 guld, 121 silver och 132 brons) och av de 38 deltagande nationerna och territorierna tog 21 minst en medalj och 17 minst ett guld.
  *   Värdnation
| Pl.    | Nation                         | Guld | Silver | Brons | Totalt |
| ------ | ------------------------------ | ---- | ------ | ----- | ------ |
| 1      | Australien                     | 29   | 28     | 25    | 82     |
| 2      | England                        | 28   | 31     | 21    | 80     |
| 3      | Kanada                         | 25   | 19     | 18    | 62     |
| 4      | Nya Zeeland*                   | 9    | 8      | 18    | 35     |
| 5      | Kenya                          | 7    | 2      | 9     | 18     |
| 6      | Indien                         | 4    | 8      | 3     | 15     |
| 7      | Skottland                      | 3    | 5      | 11    | 19     |
| 8      | Nigeria                        | 3    | 3      | 4     | 10     |
| 9      | Nordirland                     | 3    | 1      | 2     | 6      |
| 10     | Uganda                         | 2    | 4      | 3     | 9      |
| 11     | Jamaica                        | 2    | 1      | 0     | 3      |
| 12     | Wales                          | 1    | 5      | 4     | 10     |
| 13     | Ghana                          | 1    | 3      | 5     | 9      |
| 14     | Zambia                         | 1    | 1      | 1     | 3      |
| 15     | Malaysia                       | 1    | 0      | 3     | 4      |
| 16     | Tanzania                       | 1    | 0      | 1     | 2      |
| 17     | Saint Vincent och Grenadinerna | 1    | 0      | 0     | 1      |
| 18     | Samoa                          | 0    | 1      | 1     | 2      |
| 18     | Trinidad och Tobago            | 0    | 1      | 1     | 2      |
| 20     | Singapore                      | 0    | 0      | 1     | 1      |
| 20     | Swaziland                      | 0    | 0      | 1     | 1      |
| Totalt | Totalt                         | 121  | 121    | 132   | 374    |

## Deltagande nationer

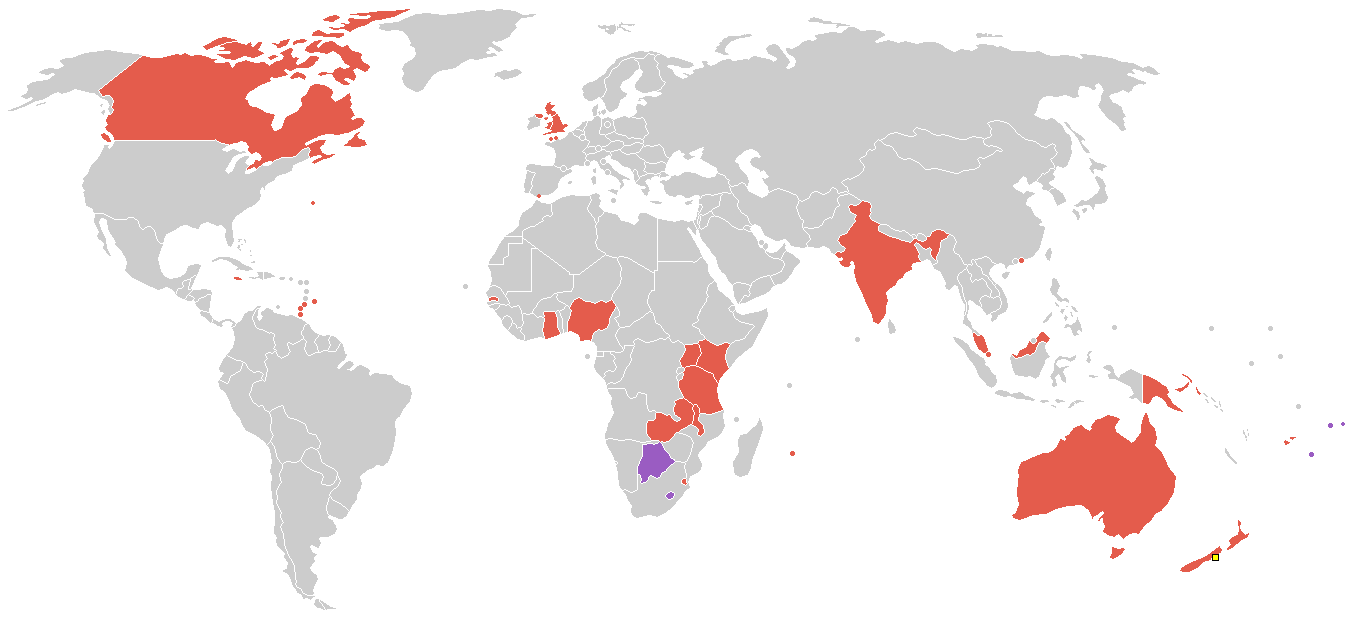
Deltagande länder och territorier i rött.

Totalt deltog 1 648 idrottare och funktionärer från 39 nationer i spelen. Sri Lanka deltog endast med en funktionär.
- Australien
- Barbados
- Bermuda
- Botswana
- Cooköarna
- England
- Fiji
- Gambia
- Ghana
- Gibraltar
- Grenada
- Guernsey
- Hongkong
- Indien
- Isle of Man
- Jamaica
- Jersey
- Kanada
- Kenya
- Lesotho
- Malawi
- Malaysia
- Mauritius
- Nigeria
- Nordirland
- Nya Zeeland
- Papua Nya Guinea
- Saint Vincent och Grenadinerna
- Samoa
- Singapore
- Skottland
- Swaziland
- Tanzania
- Tonga
- Trinidad och Tobago
- Uganda
- Wales
- Zambia